# Oliarus major
Oliarus major är en insektsart som först beskrevs av Carl Ludwig Kirschbaum 1868.  Oliarus major ingår i släktet Oliarus och familjen kilstritar.
Artens utbredningsområde är Ungern. Utöver nominatformen finns också underarten O. m. rorida.